# 木曽川橋 (東名阪自動車道)

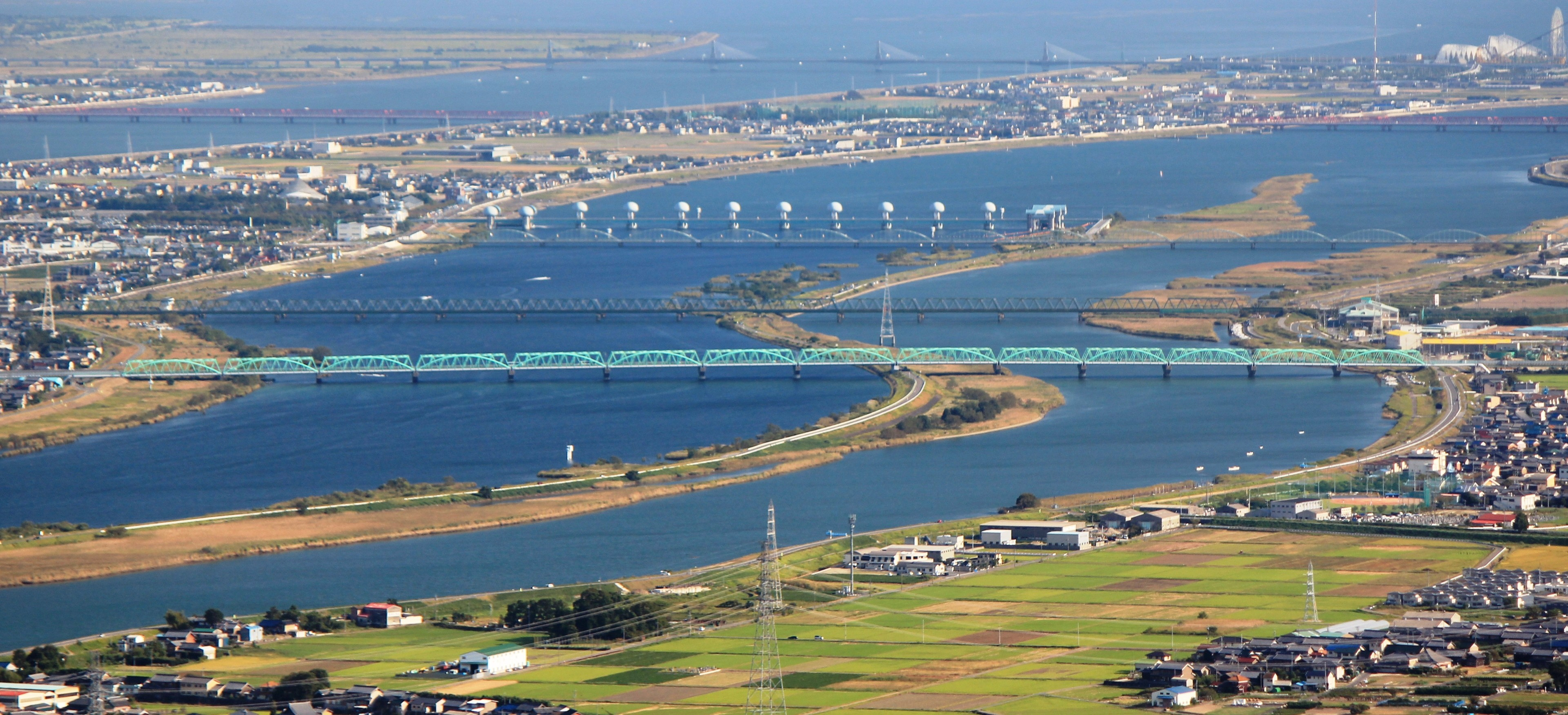
揖斐川と長良川に架かる同構造の揖斐長良川橋（東名阪自動車道）

木曽川橋（きそがわばし）は、愛知県弥富市と三重県桑名市の木曽川に架かる、東名阪自動車道の自動車専用道路の橋である。
弥富ICと長島ICとの間にある。

## 概要
- 供用：1975年（昭和50年）10月22日
  - 蟹江IC - 桑名IC開通時
- 延長：900m
- 幅員：17.0m
- 構造：下路式ワーレントラス

## その他
木曽川橋の上流側に隣接して、木曽川用水の木曽川水管橋がある。橋脚は共通となっている。
揖斐川と長良川には同じ構造の揖斐長良川橋（東名阪自動車道）が架かる。

## 隣の橋
（下流・河口）湾岸木曽川橋（伊勢湾岸自動車道） -  木曽川大橋（国道23号（名四国道）） -  尾張大橋 - 木曽川橋梁（近鉄名古屋線） - 木曽川橋梁（JR関西本線） - 木曽川橋（東名阪自動車道） - 木曽川水管橋 - 立田大橋 - 葛木渡船 - 日原渡船 - 東海大橋（上流）